# Manuel Pancorbo
Manuel Pancorbo Chica (n. Torredelcampo, Jaén (España); 7 de julio de 1966), atleta de fondo y medio fondo español, siendo uno de los principales atletas españoles desde finales de los años 1980 hasta principios del siglo XXI.

## Trayectoria
Casi toda su carrera deportiva estuvo ligado al club madrileño Larios A.A.M., que luego pasó a denominarse Airtel A.A.M., aunque sus mayores éxitos los consiguió como miembro de la selección española a la que representó en 24 ocasiones. Primero destacó en 1500 m, se perfilaba como uno de los herederos de José Luis González y José Manuel Abascal, y así en los juegos olímpicos de Barcelona 1992,  consiguió alcanzar la final, en la que su compatriota Fermín Cacho se hizo con el oro, mientras Pancorbo se quedaba con un meritorio undécimo puesto, fuera de los diplomas olímpicos. 
Volvería a participar en la prueba de 1500 m en los mundiales de 1993 y en los europeos de 1994, consiguiendo puesto de finalista al quedar sexto en esta última competición. En 1994 en la final que se clasificaba sexto, los otros dos españoles, Fermín Cacho e Isaac Viciosa ganaban el oro y la plata respectivamente. Este hecho y la irrupción de otra joven promesa del 1500 m hizo que Manuel se pasara a la prueba de 5000 m. En esta prueba participaría sin mucho éxito en los Juegos Olímpicos de Atlanta 1996, no logrando clasificarse para la final, sí lo consiguió en los mundiales de 1997 y 1999 en los que no consiguió plaza de finalista aunque sí tuvo actuaciones destacadas. 
A nivel continental le llegaron sus mejores éxitos especialmente la medalla de plata que consiguió en el Campeonato de Europa de 1998, siendo superado solo por su compatriota Isaac Viciosa. También obtuvo meritorias actuaciones en la superliga de atletismo durante los años de 1995 a 1998. También consiguió una medalla de plata en 3000 m en el campeonato de Europa de Pista cubierta de 1998.

## Palmarés
Internacional
- Europeo Aire Libre Budapest 1998 — 5000 m — medalla de Plata con una marca de 13:38.03
- Europeo pista Cubierta Valencia 1998 — 3000 m — medalla de Plata con una marca de 7:55.23
- Europeo de Cross Ferrara 1998 — Manuel Pancorbo participa en la selección española que consigue la medalla de Bronce por equipo con 68 ptos.
- Campeonato Iberoamericano México 1998 — 1500 m — medalla de Oro con una marca de 3:52.11
- Superliga Lillle 1995 — 5000 m — obtuvo un 3.º puesto cn una marca de 13:48.93
- Superliga Madrid 1996 — 5000 m — obtuvo un 2.º puesto con una marca de 13:55.18
- Superliga Múnich 1997 — 3000 m — obtuvo un 2.º puesto con una marca de 7:41.60
- Superliga San Petersburgo 1998 — 3000 m — 2.º puesto con una marca de 7:42.24

Nacional
- Campeonato de España de 5000 m al Aire libre: 1997, 1998
  - 1997 14:01.84
  - 1998 13:51.88
- Campeonato de España de 1500 m en Pista cubierta: 1994
  - 1994 3:51.88
- Campeonato de España de 3000 m en Pista cubierta: 1998
  - 1998 8:04.74

## Premios, reconocimientos y distinciones
- Medalla de Bronce de la Real Orden del Mérito Deportivo, otorgada por el Consejo Superior de Deportes (1999)

- Datos: Q3286911